# Morti nel 1610
| Questa pagina contiene informazioni ricavate automaticamente dalle voci biografiche con l'ausilio del template Bio e di un bot. L'aggiornamento è periodico e automatico e ricostruisce completamente la pagina. Se manca una persona in questa lista, sei pregato di non aggiungerla, ma accertati piuttosto che la sua voce biografica contenga il template Bio e che i dati anagrafici siano correttamente compilati. Se il template Bio manca, inseriscilo tu stesso o, in alternativa, metti l'avviso {{tmp\|Bio}} che ne segnala la mancanza. Se i dati riportati sono sbagliati, correggi direttamente la voce biografica; le modifiche saranno visibili in questa lista entro pochi giorni. Per chiarimenti vedi il progetto biografie. La lista contiene solo le 81 persone che sono citate nell'enciclopedia e per le quali è stato implementato correttamente il template Bio. Pagina aggiornata al 18 giu 2025. |

## Gennaio(7)
- 1º gennaio - François Feuardent, teologo, predicatore e francescano francese (n. 1539)
- 1º gennaio - Cinzio Passeri Aldobrandini, cardinale e mecenate italiano (n. 1551)
- 5 gennaio - Hieronymus Francken I, pittore e disegnatore fiammingo (n. 1540)
- 7 gennaio - Tommaso Buoninsegni, teologo italiano (n. 1531)
- 14 gennaio - Costanzo Pulcarelli, gesuita e umanista italiano (n. 1568)
- 21 gennaio - Francisco Arias de Bobadilla, militare e nobile spagnolo (n. 1537)
- 31 gennaio - Giovanni De Rosis, architetto e gesuita italiano (n. 1538)

## Febbraio(3)
- 1º febbraio - Ascanio Persio, linguista, umanista e grecista italiano (n. 1554)
- 5 febbraio - Giuseppe de Rubeis, arcivescovo cattolico italiano (n. 1553)
- 25 febbraio - Philippe Canaye, giurista francese (n. 1551)

## Marzo(8)
- 4 marzo - Maddalena Salvetti Acciaiuoli, nobile e poetessa italiana (n. 1557)
- 6 marzo - Benedetto Pereira, filosofo, teologo e linguista spagnolo
- 7 marzo - Maria di Sassonia-Weimar, religiosa tedesca (n. 1571)
- 21 marzo - Pompeo della Cesa, italiano
- 23 marzo - Giovanni Antonio Viperano, vescovo cattolico, poeta e storiografo italiano (n. 1535)
- 26 marzo - Benedetto Gennari senior, pittore italiano (n. 1563)
- 27 marzo - Innocenzo Del Bufalo-Cancellieri, cardinale e vescovo cattolico italiano (n. 1566)
- 30 marzo - Anna Vasa, principessa svedese (n. 1545)

## Aprile(3)
- 8 aprile - Leonard Meldert, compositore e organista fiammingo
- 15 aprile - Robert Parsons, gesuita inglese (n. 1546)
- 27 aprile - Hirata Masumune, militare giapponese (n. 1566)

## Maggio(8)
- 2 maggio - Paolo Virchi, compositore e musicista italiano (n. 1552)
- 3 maggio - Michail Skopin-Šujskij, nobile e militare russo (n. 1586)
- 11 maggio - Ikoma Kazumasa, militare giapponese (n. 1555)
- 11 maggio - Matteo Ricci, gesuita, matematico e cartografo italiano (n. 1552)
- 14 maggio - Enrico IV di Francia, re (n. 1553)
- 19 maggio - Tomás Sánchez, gesuita e giurista spagnolo (n. 1550)
- 24 maggio - Joachim Moller, musicista tedesco (n. 1541)
- 27 maggio - François Ravaillac, insegnante e criminale francese (n. 1578)

## Giugno(3)
- 15 giugno - Carlo III di Borbone, arcivescovo cattolico francese (n. 1554)
- 20 giugno - Simone Moschino, scultore e architetto italiano (n. 1553)
- 23 giugno - Juan Orozco Covarrubias y Leiva, vescovo cattolico spagnolo (n. 1544)

## Luglio(4)
- 14 luglio - Francesco Solano, religioso, presbitero e santo spagnolo (n. 1549)
- 18 luglio - Caravaggio, pittore italiano (n. 1571)
- 20 luglio - Jean Errard, architetto, matematico e ingegnere militare francese (n. 1554)
- 22 luglio - Pedro Enríquez de Acevedo, generale e politico spagnolo (n. 1525)

## Agosto(6)
- 1º agosto - Ina Tadatsugu, militare giapponese (n. 1550)
- 5 agosto - Alonso García de Ramón, militare spagnolo
- 11 agosto - Girolamo Pamphili, cardinale italiano (n. 1545)
- 23 agosto - Antonia di Lorena, principessa francese (n. 1568)
- 25 agosto - Mabel Browne, nobildonna inglese (n. 1536)
- 27 agosto - Anne Bacon, letterata e traduttrice inglese

## Settembre(2)
- 19 settembre - Federico IV del Palatinato, nobile (n. 1574)
- 25 settembre - Jan Moretus, tipografo fiammingo (n. 1543)

## Ottobre(5)
- 6 ottobre - Hosokawa Fujitaka, militare giapponese (n. 1534)
- 14 ottobre - Amago Yoshihisa, militare giapponese (n. 1540)
- 18 ottobre - Alfonso Paleotti, arcivescovo cattolico italiano (n. 1531)
- 26 ottobre - Giuseppe Gagini, orafo italiano
- 26 ottobre - Francesco Vanni, pittore e incisore italiano (n. 1564)

## Novembre(5)
- 2 novembre - Richard Bancroft, arcivescovo anglicano inglese (n. 1544)
- 9 novembre - George Somers, ammiraglio britannico (n. 1554)
- 13 novembre - Bonifacio Antelmi, ambasciatore e funzionario italiano (n. 1542)
- 24 novembre - Sofia di Hohenzollern, nobile (n. 1582)
- 28 novembre - Lorenzo Scupoli, presbitero, religioso e scrittore italiano

## Dicembre(6)
- 3 dicembre - Honda Tadakatsu, generale giapponese (n. 1548)
- 10 dicembre - John Roberts, presbitero gallese
- 11 dicembre - Adam Elsheimer, pittore e disegnatore tedesco (n. 1578)
- 11 dicembre - Falso Dimitri II di Russia
- 21 dicembre - Caterina Vasa, principessa svedese (n. 1539)
- 31 dicembre - Ludolph van Ceulen, matematico e schermidore tedesco (n. 1540)

## Senza giorno specificato(21)
- Bhagat Sunder, poeta e mistico indiano (n. 1560)
- Bernardo Bitti, gesuita, pittore e scultore italiano (n. 1548)
- Genesio Bresciani, ingegnere italiano (n. 1524)
- Antonio Carafa della Stadera, nobile italiano (n. 1586)
- Ekathotsarot, militare siamese
- Paolo Filippi, scrittore italiano (n. 1575)
- Girolamo Forni, imprenditore, pittore e collezionista d'arte italiano
- Orazio Gianuzio della Mantia, scacchista italiano
- Nicolò Vito di Gozze, filosofo dalmata (n. 1549)
- Sebastian II Grabner zu Rosenburg, nobile austriaco
- Gian Gerolamo Grumelli, nobile italiano (n. 1536)
- Anton Hering, giurista tedesco (n. 1550)
- Lodovick Lloyd, poeta gallese (n. 1573)
- Simone Lunadoro, vescovo cattolico e storico italiano
- Andrea Malaspina, nobile italiano
- Francisco de Mora, architetto spagnolo
- Giacomo Rovellio, vescovo cattolico italiano
- Alonso de Sotomayor, generale spagnolo
- Johann Waser, politico e condottiero svizzero
- Amina di Zaria, sovrana nigeriana (n. 1533)
- Ōuchi Sadatsuna, militare giapponese (n. 1545)